# Kinetic and Related Models
Kinetic and Related Models is een internationaal, aan collegiale toetsing onderworpen wetenschappelijk tijdschrift op het gebied van de toegepaste wiskunde.
De naam wordt in literatuurverwijzingen meestal afgekort tot Kinet. Relat. Mod.
Het wordt uitgegeven door het American Institute of Mathematical Sciences en verschijnt 4 keer per jaar. Het eerste nummer verscheen in 2008.